# Bohèmia
|  | Per a altres significats, vegeu «Bohèmia (desambiguació)». |

Bohèmia (Čechy en txec, Böhmen en alemany) és una de les tres regions històriques que componen la República Txeca, que anteriorment era una part de Txecoslovàquia, mentre que les altres dues regions són Moràvia (Morava en txec, Mähren en alemany) i Silèsia (Slezsko en txec, Schlesien en alemany). Bohèmia té 52.768 km² i la seva capital és Praga. La seva religió predominant és la catòlica i la seva llengua el txec.

## Geografia
Afronta al nord amb Polònia; a l'est, amb la regió de Moràvia; al sud, amb Àustria; i amb Alemanya a l'oest i nord-oest.
Bohèmia és un altiplà envoltat d'elevats sistemes muntanyencs, com la selva de Bohèmia, les muntanyes Metal·líferes (Krušné hory), els cims de Bohèmia-Moràvia i Krkonoše. Els principals rius en són l'Elba (conegut localment com a Labe) i els seus afluents, el Vltava i l'Ohře.

## Economia
L'agricultura, la mineria i la indústria són les principals activitats econòmiques de la regió. Els cultius més importants són els de sègol, remolatxa, llúpol i blat.
Les seves indústries produïxen ferro i acer, automòbils, productes químics, maquinària, tèxtils i comestibles. Els centres industrials més rellevants en són Praga, Plzeň i Liberec.
Bohèmia conté importants jaciments de carbó; igualment té dipòsits de grafit, mineral de ferro, plata i urani.

## Història
El nom de Bohèmia deriva dels bois, un poble celta que habitava aquella zona al voltant del segle v aC. Els bois van ser expulsats per la tribu germànica dels marcomans cap al segle i. Entre els segles V i VIII, Bohèmia va ser ocupada pels eslaus i, més tard, pels àvars.
Durant el segle ix, el cristianisme fou introduït a la regió, que en aquells dies formava part del Regne de Moràvia. La primera dinastia bohèmia (txeca), la família Přemysl, va prendre el poder vers el segle x. L'any 950, Bohèmia va ser obligada a reconèixer la supremacia alemanya i es va convertir en part del Sacre Imperi Romanogermànic. Des de l'any 1310 fins al 1437, el país va ser governat pel casal de Luxemburg.
Durant l'última etapa d'aquest període, els hussites, grup religiós bohemi que se semblava en molts aspectes als protestants del segle xvi, es van rebel·lar contra l'autoritat de l'Església catòlica. Això va comportar la necessitat d'una intervenció internacional i un llarg període de guerres, les guerres hussites. Els bohemis van ser obligats a acceptar un acord mutu amb l'Església l'any 1436. La majoria de les qüestions polítiques i religioses implicades en la lluita van quedar sense solucionar, però el moviment hussita va estimular sentiments nacionalistes entre els bohemis, cosa que va suposar un fre a la inicial tendència cap a la germanització.
Entre els anys 1471 i 1526, Bohèmia fou governada per un llinatge de reis hongaresos. Durant aquest període, la situació religiosa era tibant, però no van esclatar conflictes significatius. El 1526, però, l'emperador del Sacre Imperi Romanogermànic, Ferran I d'Habsburg, fou escollit rei d'Hongria i Bohèmia. Sota el mandat d'aquesta dinastia, que es va perllongar fins a 1918, la història de Bohèmia va estar unida a la d'Àustria.
Durant la Reforma protestant (1517-1648), els Habsburg catòlics van reprimir el creixent moviment protestant a Bohèmia. L'episodi conegut com la Defenestració de Praga, en el qual els txecs, furiosos, van llançar dos representants dels Habsburg per la finestra, fou la causa immediata de la Guerra dels Trenta Anys (1618-1648). La batalla de la Muntanya Blanca (1620) va suposar la restauració de la monarquia dels Habsburg, seguida de la implacable erradicació del protestantisme, la supressió dels privilegis nacionals i l'ús obligat de l'alemany com a llengua oficial.
Les reformes de Josep II, que regnà entre 1765 i 1790, van provocar un renaixement de sentiments nacionalistes a Bohèmia. Després de 1848, any en el qual es va sufocar una rebel·lió nacionalista, la lluita per l'autonomia txeca dintre de l'Imperi austrohongarès va continuar.
Amb l'esfondrament de l'imperi després de la Primera Guerra Mundial i la creació de Txecoslovàquia el 1918, Bohèmia es va convertir en província.
Al març de 1939, el govern alemany nazi creà el Protectorat de Bohèmia-Moràvia després de l'ocupació militar de Txecoslovàquia, tot i la dura resistència que van presentar els txecs. Amb el final de la Segona Guerra Mundial, va tornar a integrar-se a Txecoslovàquia.
L'1 de gener de 1993, Bohèmia passa a formar part de la República Txeca, dividida administrativament en les regions (kraj) de Bohèmia Central, Bohèmia Meridional i Bohèmia Occidental.